# Joshua Weilerstein
Joshua Weilerstein, né à Rochester (New York) en 1987, est un violoniste et chef d'orchestre américain. Il est directeur artistique de l'Orchestre de chambre de Lausanne et chef adjoint de l'Orchestre philharmonique de New York.

## Biographie
Les parents de Weilerstein sont le premier violon du « Cleveland Quartet » Donald Weilerstein et la pianiste Vivian Hornik Weilerstein. Sa sœur, née en 1982, est la violoncelliste Alisa Weilerstein. Joshua Weilerstein étudie la direction d'orchestre avec Hugh Wolff au Conservatoire de musique de la Nouvelle-Angleterre à Boston et le violon avec Lucy Chapman. En 2011, il obtient le Master of Music (en). Weilerstein suit entre autres les classes de maître de David Zinman à l'Aspen Music Festival. En 2007, Weilerstein est invité à jouer en tant que premier violon par Gustavo Dudamel pour une tournée en Amérique, faisant de lui le premier membre invité non vénézuélien de l'Orchestre symphonique Simón Bolívar.
En 2009, il débute comme chef d'orchestre avec l'Orchestre symphonique de Göteborg. En 2010, il dirige pour la première fois l'Orchestre symphonique Simón Bolívar, avec lesquels joua Alisa Weilerstein en tant que violoncelliste solo.
Joshua Weilerstein est nommé en 2011 en compagnie de Case Scaglione comme chef adjoint de l'Orchestre philharmonique de New York.
Entre 2015 et 2021, il est directeur musical de l'Orchestre de chambre de Lausanne.
Weilerstein est également l'auteur et présentateur du podcast « Sticky Notes: The Classical Music Podcast ».
En 2023, il est nommé directeur musical de l’Orchestre national de Lille à compter de septembre 2024.

## Distinctions
- 2009 : premier prix et prix du public du concours Nikolaï-Malko (en).
- 2012 : Career Assistance Award de la Solti Foundation U.S.